# Challenge Yves du Manoir
Le challenge Yves du Manoir est une compétition de rugby à XV entre clubs français, créée le 21 septembre 1931 par le Racing Club de France.
Le record de titres est détenu par le RC Narbonne qui en compte neuf.

## Origine du nom

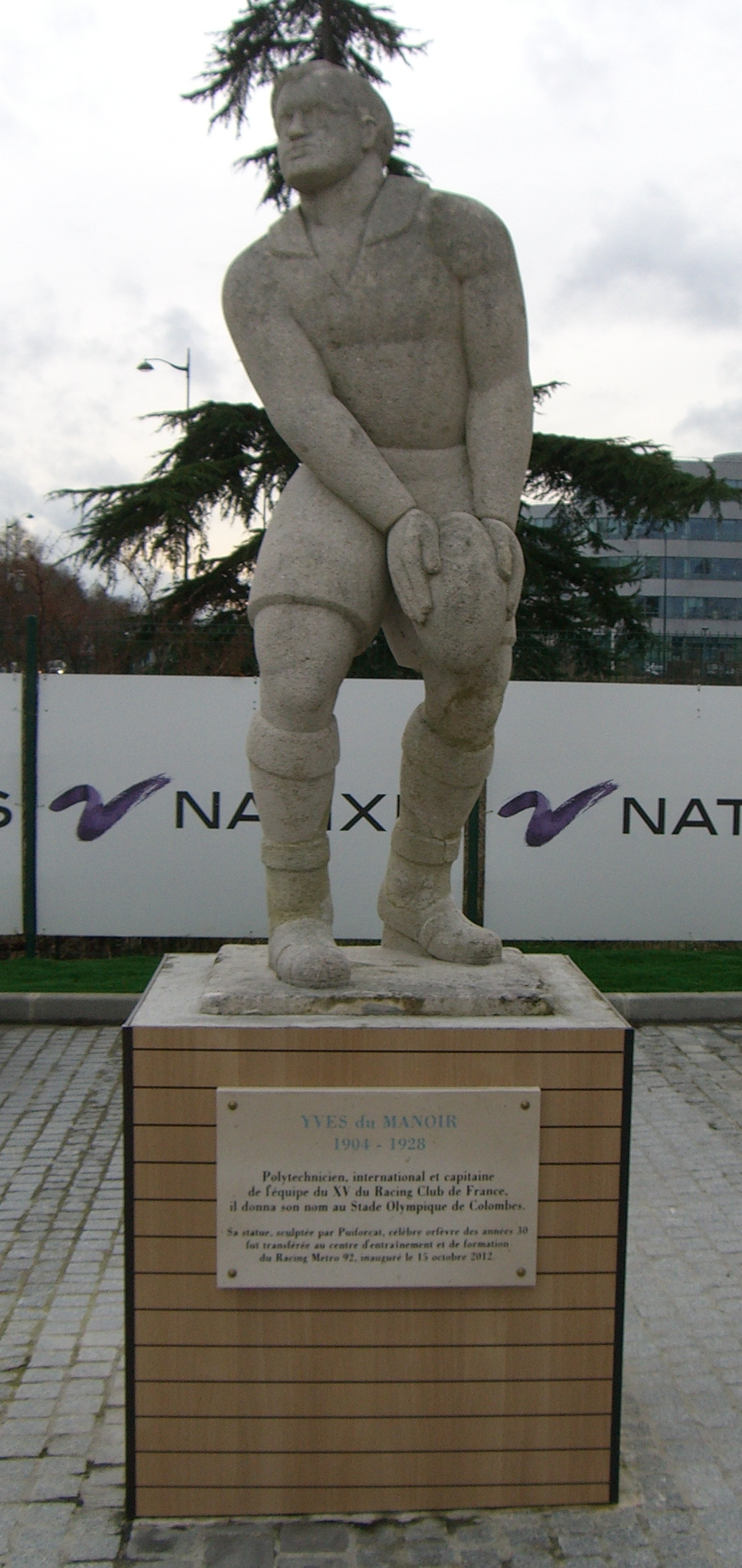
Statue d'Yves du Manoir, au centre de formation du Racing 92.

Ce challenge porte le nom d'Yves du Manoir, ancien joueur de rugby du Racing Club de France, international et capitaine de l'Équipe de France, mort dans un accident d'avion en janvier 1928, à l'âge de 23 ans.

## Histoire

### Contexte rugbystique
Après la Belle Époque (1890-1914) et la Première Guerre mondiale pendant laquelle le championnat de France de Rugby est interrompu entre 1914 et 1919, remplacé par la coupe de l'Espérance, le rugby français s'organise. La Fédération française de rugby (F.F.R.) est fondée le 13 mai 1919 en prenant la suite du comité rugby de l'Union des sociétés françaises de sports athlétiques (U.S.F.S.A.). Elle adopte le nom de Fédération française de rugby le 11 octobre 1920, le lendemain de la victoire française à Colombes dans la revanche de la finale qui a vu les Californiens, surnom donné à l'équipe américaine composée essentiellement d'étudiants des universités californiennes, remporter le titre olympique.
Le Stade toulousain connaît sa première période de domination du rugby français en remportant cinq titres de champion de France en six ans, de 1922 à 1927. C’est alors le règne de la « Vierge Rouge », comme on surnomme le club rouge et noir à la suite de son titre de 1912 au cours de laquelle l’équipe reste invaincue pendant toute la saison. L'Union sportive perpignanaise remporte deux fois le championnat en 1921 et 1925.
Hors du terrain, les années 1920-30 sont des années de crise pour le championnat. Le titre de champion de France attise les convoitises et entraîne des dérives : violence sur les terrains où les matches s'enlisent souvent dans des guerres de tranchées interminables (le ballon quitte rarement les pieds des avants, les trois-quart-aile finissant parfois des matches sans avoir touché un seul ballon) et accusations d’amateurisme marron rythment les saisons de plus en plus souvent.
En décembre 1930, quelques clubs dénoncent le professionnalisme déguisé pratiqué par certaines équipes où un patron peut salarier ses joueurs dans son entreprise. Quillan est ainsi le premier club en France, et sans doute au monde, à adopter le professionnalisme, 70 ans avant sa reconnaissance officielle par le Board. L'embauche factice des stars de Perpignan et d'ailleurs par Jean Bourrel,, roi de la chapellerie, fait la gloire du club dans une ville de trois mille habitants : on retrouvera Quillan en finale du championnat trois ans de suite (1928, 1929, 1930) et champion en 1929. Il précipita le rugby français dans l'abîme : en effet, la guerre qui opposa le club de la Haute Vallée à Perpignan et à Lézignan fut l'une des causes majeures de la rupture des relations décidée par les Britanniques en 1931.
Dix clubs font sécession et fondent en décembre 1930 l’Union française de rugby amateur (U.F.R.A.), qui se targue de rester fidèle aux idéaux de fair play et d’amateurisme du rugby, et demande à la Fédération française de remettre de l’ordre dans sa maison. Sept d’entre eux sont d’anciens champions de France, mais ils sont exclus du championnat. Cette exclusion provoque la sécession de 14 clubs au total : Aviron bayonnais, Biarritz olympique, Stade bordelais, AS Carcassonne (demi-finaliste 1930), FC Grenoble, SAU Limoges, FC Lyon, Stade nantais, Section paloise (demi-finaliste 1930), US Perpignan, Stade français et Stade toulousain qui sont rejoints en janvier 1931 par un nouveau club, l’US Narbonne, et le Stadoceste tarbais, quart de finaliste en 1930.
Le rugby en France, à ce moment-là, n'est plus qu'un vaste champ de bataille où quelques industriels désireux d'affirmer leur pouvoir achètent les joueurs et démoralisent la discipline.

### Création de la compétition
Le journal L'Auto (L'Équipe, aujourd'hui) annonce, le 21 septembre 1931, la création d'un nouveau challenge organisé par le Racing qui portera le nom de l'ancien rugbyman Yves du Manoir, en hommage à son esprit, sa loyauté, sa bravoure et son respect. On peut lire dans ses colonnes et dans celles du Figaro du lendemain qui reprend l'information :

« Pour donner plus d'intérêt aux matches amicaux, le Racing Club de France a décidé d'organiser un challenge qui portera le nom du regretté Yves du Manoir. Ce seul patronage suffit à indiquer dans quel esprit doit être disputée cette compétition : correction et loyauté avant tout. Le règlement spécifie qu'aucun joueur ne pourra être remplacé au cours du match. Ceci, afin d'éviter l'allure décousue de certaines rencontres où ont lieu de perpétuels va-et-vient entre la touche et le terrain. Pour cette année, le nombre des clubs participants est limité à sept. Ils ont été choisis parmi les meilleurs de France ainsi qu'on peut en juger par la liste suivante : SU Agen, AS Béziers, CASG, AS monferrandaise, Racing Club de France, Lyon OU, SA Bordeaux. Chaque club doit se déplacer trois fois et recevoir trois fois. Le classement est obtenu par la méthode anglaise : 2 points pour un match gagné, 1 point pour un match nul. Le tournoi se déroulera du 4 octobre au 31 janvier. »

Les clubs qui le disputent sont invités par le Racing Club de France qui, lors de la création de l'épreuve, fut aidé essentiellement par deux autres clubs de 1re division « loyalistes » et encore liés à la F.F.R., le CA Bègles et l'AS Montferrand, alors que la dissidence de l'U.F.R.A. battait son plein.
Comme les participants sont invités par le Racing, il n’y a aucune pression relative à une éventuelle relégation et, afin de favoriser encore le jeu, les règles interdisent de tenter les coups de pied placés pour les buts (pénalités ou transformations), ce qui réduit d'autant les temps morts. En plus de la recherche d'un jeu agréable, le fair-play est également un élément mis en avant. Paradoxalement, le Racing ne gagnera jamais « son » challenge.

### Avènement du professionnalisme
Le championnat 1995-1996 voit le passage au professionnalisme depuis qu'en août 1995, l'International Rugby Board a gommé de ses statuts toute référence à l'amateurisme. Le rugby devient alors un métier pour environ 600 joueurs qui signent un contrat professionnel avec leurs clubs, et voit le début de la réduction du nombre de clubs évoluant dans l'élite. Le bon niveau du championnat de France, ainsi resserré, est démontré par les premières victoires du Stade toulousain et du CA Brive en Coupe d'Europe, respectivement en 1996 et 1997. La création de la Coupe d'Europe augmente toutefois le nombre de matchs que doivent disputer les clubs et le « Trophée Du-Manoir » a de plus en plus de mal à trouver sa place dans le calendrier.
Devenu Coupe de France Yves-du-Manoir lors de la saison 1996-1997, le trophée est alors directement géré par la F.F.R.. Les clubs engagés en Coupes d'Europe entrent désormais dans la compétition à compter des seizièmes de finale. Le challenge devient ensuite la Coupe de la Ligue en 2001, puis le Challenge Sud Radio en 2003.
Depuis 2004, ce tournoi annuel, labellisé par la F.F.R., est ouvert aux écoles de rugby pour les catégories mini-poussins, poussins, benjamins et minimes. Le classement est fait en fonction du résultat de toutes les équipes de chaque club engagé. Les clubs participants sont « invités » par le Racing club de France, et choisis parmi les clubs ayant remporté le Challenge Yves du Manoir, version seniors, et sur la « bonne tenue » de leurs équipes. Il est « la » référence des rencontres de jeunes sous le nom de « Tournoi national des écoles de rugby ».

### Renaissance éphémère en tant que trophée fédéral
Lors des saisons 2018-2019 et 2019-2020, le nom de « Challenge Yves du Manoir » est utilisé en Fédérale 1 afin de désigner les phases finales disputées entre les équipes classées de la 3e à la 6e place de chaque poule, en opposition avec le « Trophée Jean Prat » dédié aux matchs d'accession à la Pro D2. Avec la réorganisation des divisions fédérales et la création de la division Nationale en 2020, la remise du trophée du challenge Yves du Manoir n'est pas reconduite.

## Palmarès

### De 1932 à 1939

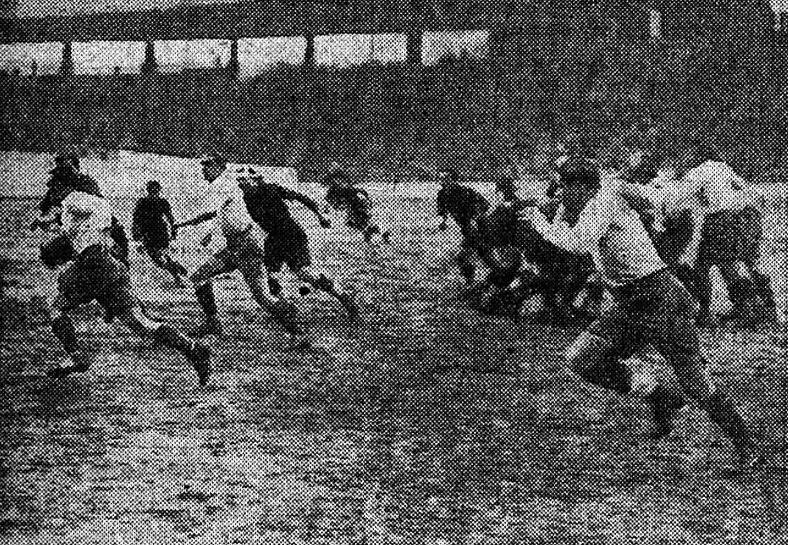
Demi-finale du Challenge 1934, le Stade toulousain bat le Stade français, ici à l'attaque.

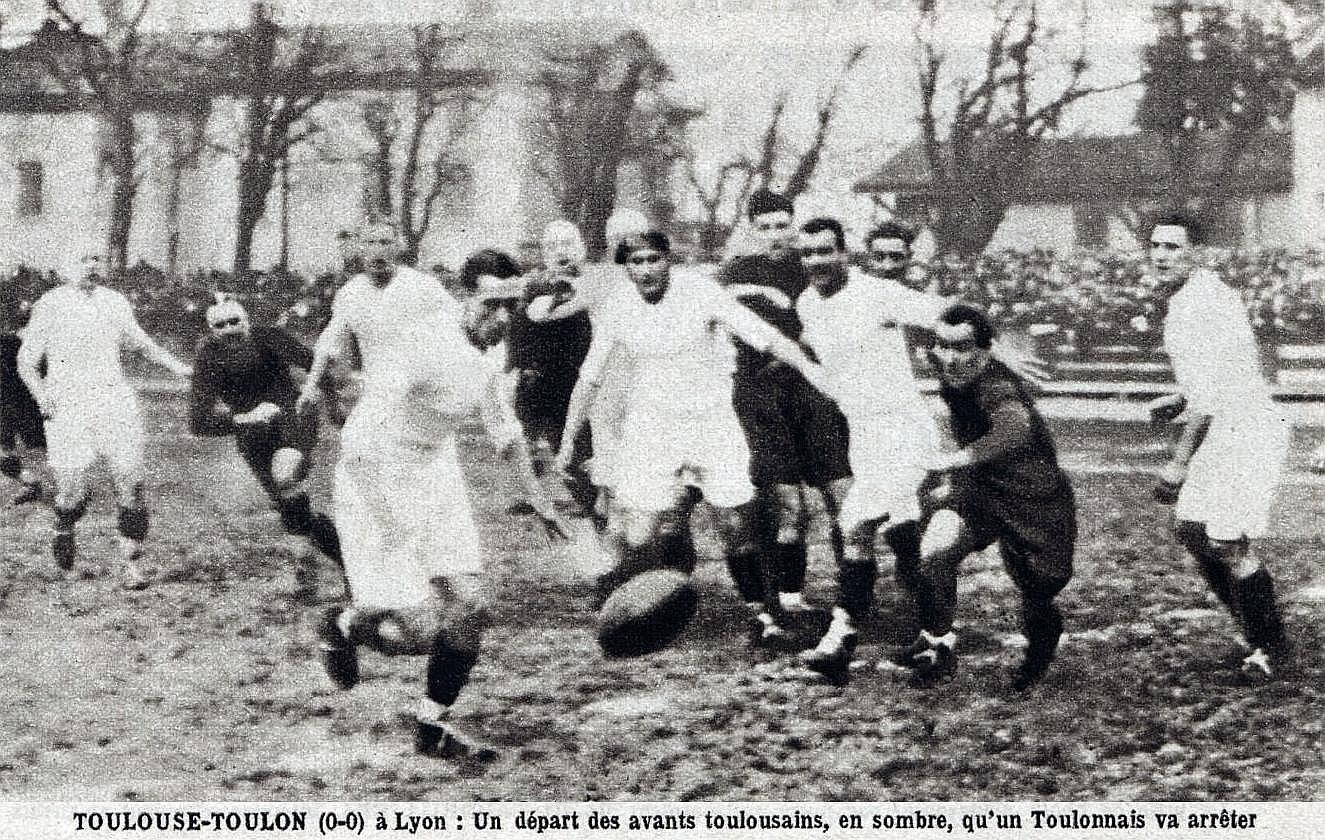
11 mars 1934 : le Stade toulousain (en sombre) et le RC Toulon (en clair) sont déclarés co-vainqueurs du Challenge Yves du Manoir à Lyon (score 0-0).

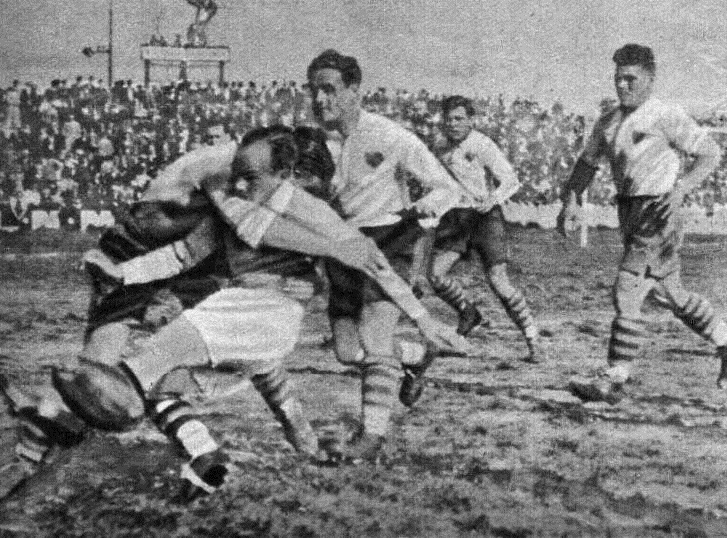
Finale 1938 au Stade Mayol de Toulon, un trois-quart perpignanais plaqué par un Montferrandais.

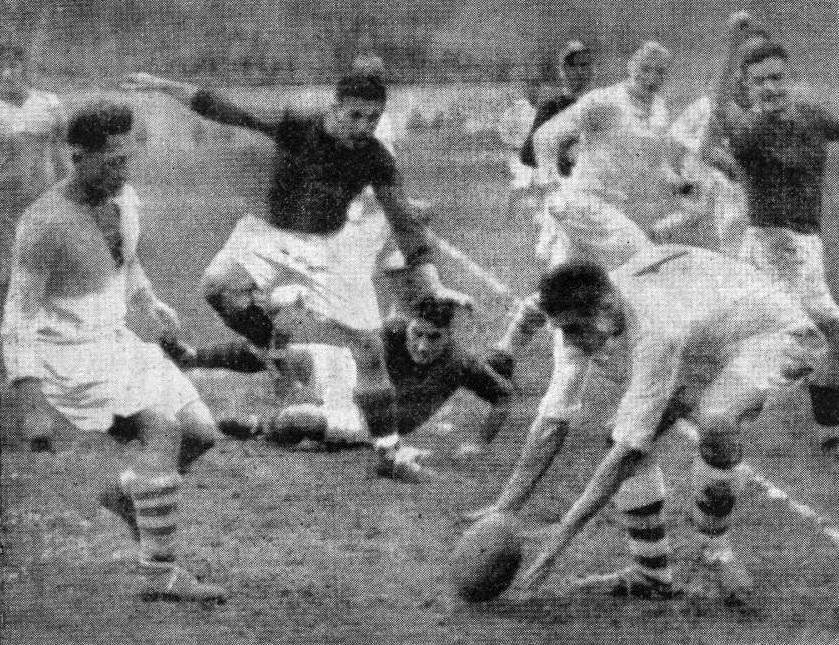
Le 11 décembre 1938, en finale du Challenge, Pau (en blanc) bat Toulon par 5 à 0 pour l'attribution du titre 1939.

C'est Agen qui s'empare de la première couronne en 1932.
| Année | Vainqueur                     | Finaliste      | Score       |
| ----- | ----------------------------- | -------------- | ----------- |
| 1932  | SU Agen                       | Lyon OU        | Round-robin |
| 1933  | Lyon OU                       | SU Agen        | Round-robin |
| 1934  | Stade toulousain et RC Toulon | –              | 0-0         |
| 1935  | USA Perpignan                 | AS Montferrand | 3-3 et 6-0  |
| 1936  | Aviron bayonnais              | USA Perpignan  | 9-3         |
| 1937  | Biarritz olympique            | USA Perpignan  | 3-0         |
| 1938  | AS Montferrand                | USA Perpignan  | 23-10       |
| 1939  | Section paloise               | RC Toulon      | 5-0         |

### Interruption de 1940 à 1951
La composition des poules et le calendrier du Challenge 1939-1940 est annoncée en juillet 1939 avec 24 équipes réparties en quatre poules,, mais la compétition est abandonnée en raison de la guerre. Il n'est pas rétabli à la fin de la guerre du fait que la Coupe de France a pris le relais depuis 1943. Créée en fait en 1906, la Coupe de France renaît en 1943 (en zone occupée), en même temps que la nouvelle formule du championnat de France durant la guerre. Deux cents clubs sont inscrits alors et se rencontrent par élimination directe, les meilleures équipes de 1re division faisant leur entrée lors des derniers tours… à l'image du déroulement de la Coupe de France de football, la popularité est considérable en France. Les finales se succèdent de façon irrégulière entre les deux capitales du Sud-ouest, Bordeaux et Toulouse.
Le climat de la finale de 1951 (un derby entre Tarbes et Lourdes) est si détestable que les Anglais, qui ne voient pas cette épreuve d'un très bon œil, en demandent à mots couverts l'interdiction.

### Rétablissement de 1952 à 1996
Le Président de la FFR de l'époque s'exécute sans coup férir (la France vient tout juste de réintégrer avec difficultés le Tournoi des Cinq Nations quatre ans auparavant), au prétexte d'un calendrier annuel trop chargé pour les clubs (le championnat est d'ailleurs désormais joué par matches simples la même année). Moins attaché à la victoire, le Challenge Yves du Manoir renaît de ses cendres dès la saison suivante, après douze années d'absence.
| Année | Vainqueur        | Finaliste          | Score                      |
| ----- | ---------------- | ------------------ | -------------------------- |
| 1952  | Section paloise  | Racing CF          | Round-robin                |
| 1953  | FC Lourdes       | Section paloise    | 8-0                        |
| 1954  | FC Lourdes       | RC Toulon          | 28-12                      |
| 1955  | USA Perpignan    | SC Mazamet         | 22-11                      |
| 1956  | FC Lourdes       | USA Perpignan      | 3-0                        |
| 1957  | US Dax           | AS Montferrand     | 6-6 (au bénéfice de l'âge) |
| 1958  | SC Mazamet       | Stade montois      | 3-0                        |
| 1959  | US Dax           | Section paloise    | 12-8                       |
| 1960  | Stade montois    | AS Béziers         | 9-9 (au nombre d'essais)   |
| 1961  | Stade montois    | AS Béziers         | 17-8                       |
| 1962  | Stade montois    | Section paloise    | 14-9                       |
| 1963  | SU Agen          | CA Brive           | 11-0                       |
| 1964  | AS Béziers       | Section paloise    | 6-3                        |
| 1965  | US Cognac        | USA Perpignan      | 5-3                        |
| 1966  | FC Lourdes       | Stade montois      | 16-6                       |
| 1967  | FC Lourdes       | RC Narbonne        | 9-3                        |
| 1968  | RC Narbonne      | US Dax             | 14-6                       |
| 1969  | US Dax           | FC Grenoble        | 24-12                      |
| 1970  | RC Toulon        | SU Agen            | 25-22                      |
| 1971  | US Dax           | Stade toulousain   | 18-8                       |
| 1972  | AS Béziers       | AS Montferrand     | 27-6                       |
| 1973  | RC Narbonne      | AS Béziers         | 13-6                       |
| 1974  | RC Narbonne      | CA Brive           | 19-10                      |
| 1975  | AS Béziers       | SU Agen            | 16-12                      |
| 1976  | AS Montferrand   | SC Graulhet        | 40-12                      |
| 1977  | AS Béziers       | FC Lourdes         | 19-18                      |
| 1978  | RC Narbonne      | AS Béziers         | 19-19 (au nombre d'essais) |
| 1979  | RC Narbonne      | AS Montferrand     | 9-7                        |
| 1980  | Aviron bayonnais | AS Béziers         | 16-10                      |
| 1981  | FC Lourdes       | AS Béziers         | 25-13                      |
| 1982  | US Dax           | RC Narbonne        | 22-19                      |
| 1983  | SU Agen          | RC Toulon          | 29-7                       |
| 1984  | RC Narbonne      | Stade toulousain   | 17-13                      |
| 1985  | RRC Nice         | AS Montferrand     | 21-16                      |
| 1986  | AS Montferrand   | FC Grenoble        | 22-15                      |
| 1987  | FC Grenoble      | SU Agen            | 26-7                       |
| 1988  | Stade toulousain | US Dax             | 15-13                      |
| 1989  | RC Narbonne      | Biarritz olympique | 18-12                      |
| 1990  | RC Narbonne      | FC Grenoble        | 24-19                      |
| 1991  | RC Narbonne      | CA Bègles-Bordeaux | 13-12                      |
| 1992  | SU Agen          | RC Narbonne        | 23-18                      |
| 1993  | Stade toulousain | Castres olympique  | 13-8                       |
| 1994  | USA Perpignan    | AS Montferrand     | 18-3                       |
| 1995  | Stade toulousain | CA Bègles-Bordeaux | 41-20                      |
| 1996  | CA Brive         | Section paloise    | 12-6                       |

Le challenge s'arrête en 1996 et fusionne définitivement avec la Coupe de France pour devenir la Coupe de France Yves-du-Manoir.

### Tournoi national des écoles de rugby depuis 2004
En 2004, le Challenge Yves du Manoir est labellisé par la F.F.R. « Tournoi national des écoles de rugby ».
- USA Perpignan :  vainqueur en 2004
- Stade rochelais : vainqueur en 2009[13]
- Stade toulousain : vainqueur en 2005, 2006, 2007, 2008, 2011, 2012
- RC Suresnes : vainqueur en 2010

## Statistiques

### Clubs les plus titrés
En 53 éditions (de 1931 à 1939 et de 1952 à 1996), 23 clubs en remporté au moins une fois ce challenge :
| Rang | Club               | Titres Premier-dernier | Finales perdues Première-dernière |
| ---- | ------------------ | ---------------------- | --------------------------------- |
| 1    | RC Narbonne        | 9 1968-1991            | 3 1967-1992                       |
| 2    | FC Lourdes         | 6 1953-1981            | 1 1977                            |
| 3    | US Dax             | 5 1957-1982            | 2 1968-1988                       |
| 4    | AS Béziers         | 4 1964-1977            | 5 1961-1981                       |
| 5    | SU Agen            | 4 1932-1992            | 4 1933-1987                       |
| 6    | Stade toulousain   | 4 1934-1995            | 2 1971-1984                       |
| 7    | ASM Clermont       | 3 1938-1986            | 6 1935-1994                       |
| 8    | USA Perpignan      | 3 1935-1994            | 5 1953-1996                       |
| 9    | Stade montois      | 3 1960-1962            | 1 1966                            |
| 10   | Section paloise    | 2 1939-1952            | 5 1948-1996                       |
| 11   | RC Toulon          | 2 1934-1970            | 3 1939-1983                       |
| 12   | Aviron bayonnais   | 2 1936-1980            | 0 -                               |
| 13   | FC Grenoble        | 1 1987                 | 3 1969-1990                       |
| 14   | CA Brive           | 1 1996                 | 2 1963-1974                       |
| 15   | Lyon OU            | 1 1933                 | 1 1932                            |
| 16   | Biarritz olympique | 1 1937                 | 1 1989                            |
| 17   | SC Mazamet         | 1 1958                 | 1 1955                            |
| 18   | US Cognac          | 1 1965                 | 0 -                               |
| 19   | RC Nice            | 1 1985                 | 0 -                               |
| 20   | CA Bègles-Bordeaux | 0                      | 2 1991-1995                       |
| 21   | Racing CF          | 0                      | 1 1952                            |
| 22   | SC Graulhet        | 0                      | 1 1976                            |
| 23   | Castres Olympique  | 0                      | 1 1993                            |

### Vainqueurs individuels

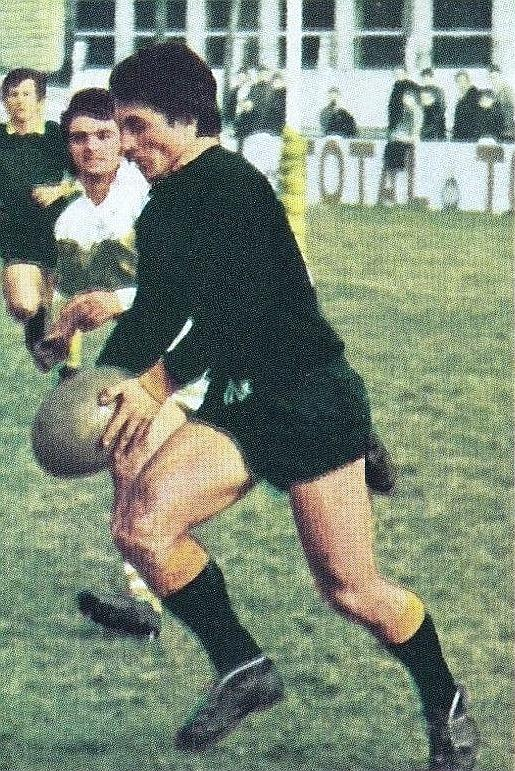
Jean-Michel Benacloï, seul quintuple vainqueur, avec Narbonne en douze saisons de Nationale.

- L'arrière Jean-Michel Benacloï (5/5) : 1968, 1973, 1974, 1978, 1979 (Narbonne).
- Henri Ferrero (4/4) : 1973, 1974, 1978, 1984 (Narbonne).
- Le pilier Jean-Claude Pinéda (4/6) : 1984, 1989, 1990, 1991 (Narbonne), finaliste en 1982 et 1992.
- L'arrière Jacques Gourgues et les trois-quarts Christian Darrouy et Guy Boniface, du Stade montois, ont aussi participé à 5 finales de ce challenge, en remportant 3 d'affilée en 1960, 1961 et 1962.
- Seul Narbonne réussit aussi un autre triplé, en 1989, 1990 et 1991.
- André Abadie fut également 5 fois finaliste.
- Ils ont remporté le Challenge du Manoir avec deux équipes différentes : Henri Domec, Didier Codorniou
- En 1953, trois Abadie (deux piliers palois et le talonneur lourdais André Abadie) s'affrontèrent en finale.
- Ce fut également le cas des frères Dominique et Thomas Mantérola en demi-finale du challenge 1958.